# Светозар Качар
Светозар Светко Качар Качо (Бара, код Босанског Петровца, 1917 — Побрђе, код Рашке, 29. март 1944) био је учесник Народноослободилачке борбе и народни херој Југославије.

## Биографија
Рођен је 1917. године у селу Бара, код Босанског Петровца. Потицао је из сиромашне земљорадничке породице. Његов отац Миле Качар је погинуо у Првом светском рату, па је Светко одрастао са мајком и сестрама у мајчином родном месту Дринић.
Основну школу је похађао у селу Буковача, а након тога је започео школовање у Грађанској школи у Босанском Петровцу. Због лошег материјалног стања, морао је да напусти школовање и почне учење браварског заната у Мостару. Током учења заната у Железничкој радионици у Мостару, упознао се са револуционарним радничким покретом. Након завршетка заната, активно је радио у радничким спортским друштвима и у синдикалном покрету.
Током 1939. и 1940. године учествовао је у изградњи Унске пруге, где је био један од руководилаца синдикалног покрета. Међу радницима, који су радили на изградњи пруге, био је популаран као борац за радничка права и боље услове рада. Због политичке активности, 1940. године је био ухапшен и затворен у затвору у Бихаћу. Након Априлског рата и окупације Југославије, 1941. године, Светко је успео да побегне из затвора и вратио се у родно место. Одмах се укључио у рад Народноослободилачког покрета (НОП) и активно је радио на припремама устанка. Јуна 1941. године је примљен у чланство Комунистичке партије Југославије (КПЈ).
Крајем јула 1941. године, учествовао је у првим устаничким борбама око Босанског Петровца. Од октобра 1941. до јануара 1942. године био је борац и партијски руководилац у Врточкој устаничкој чети, а затим је био политички комесар Омладинске петровачке чете у Првом крајишком партизанском одреду. Од марта до маја 1942. године био је политички комесар Друге петровачке чете, а од маја до децембра 1942. године политички комесар батаљона у Првој крајишкој ударној бригади. Од јануара 1943. до погибије, марта 1944. године, био је политички комесар Четврте крајишке ударне бригаде.
Од првих устаничких борби истицао се храброшћу. Увек се налазио у стрељачком строју, чак и касније када је био на руководећим положајима. Јануара 1942. године, у селу Колунићу, код Босанског Петровца, упао је међу италијанске војнике и петорицу убио, а осморицу заробио. Овај подвиг знатно је допринео акцији Трећег батаљона Првог крајишког партизанског одреда. У борби у Божиковцу, код Јајца, упао је међу немачке војнике и убио шесторицу. Приликом напада на Бугојно, августа 1943. године, са једном групом бораца је растерао усташки батаљон, који је напао на партизански Штаб.
Погинуо је 30. марта 1944. године у засеоку Грађевине, у близини села Побрђе, код Рашке. Након форсирања Ибра, Четврта крајишка бригада је заједно са осталим јединицама Пете крајишке дивизије, учествовала у жестоким борбама против јединица Српског добровољачког корпуса и Руског заштитног корпуса. Поред јаког отпора, батаљони Четврте крајишке бригаде су успели да заузму косе северозападно од засеока Грађевине и Луковика, а потом продужиле дејство према Вељем врху. Светозар је заједно са интендантом бригаде Јосипом Рисовићем и начелником Штаба бригаде пратио дејства Првог батаљона, али је био смртно погођен.
Указом Президијума Народне скупштине ФНР Југославије 5. јула 1951. проглашен је за народног хероја.
Војвођанско село Качарево, код Панчева, које је се пре звало Краљевићево, насељено је 1946. колонистима из Босанске крајине и тада је понело назив по његовом презимену. У овом село била је колонизована и његова мајка.